# Prinquiau
Prinquiau är en kommun i departementet Loire-Atlantique i regionen Pays de la Loire i nordvästra Frankrike. Kommunen ligger i kantonen Savenay som tillhör arrondissementet Saint-Nazaire. År 2022 hade Prinquiau 3 557 invånare.

## Befolkningsutveckling
Antalet invånare i kommunen Prinquiau
| Referens: INSEE |